# Manuel Ávila Camacho, Villa Corzo
Manuel Ávila Camacho är en ort i Mexiko.   Den ligger i kommunen Villa Corzo och delstaten Chiapas, i den sydöstra delen av landet, 700 km sydost om huvudstaden Mexico City. Manuel Ávila Camacho ligger 548 meter över havet och antalet invånare är 1 362.
Terrängen runt Manuel Ávila Camacho är huvudsakligen kuperad, men den allra närmaste omgivningen är platt. Runt Manuel Ávila Camacho är det glesbefolkat, med 19 invånare per kvadratkilometer. Närmaste större samhälle är San Pedro Buenavista, 12,7 km sydväst om Manuel Ávila Camacho. Omgivningarna runt Manuel Ávila Camacho är en mosaik av jordbruksmark och naturlig växtlighet.